# Nassarius compertus
Nassarius compertus is een slakkensoort uit de familie van de Nassariidae. De wetenschappelijke naam van de soort is voor het eerst geldig gepubliceerd in 1990 door Fernández-Garcés, Espinosa & Rolán.